# Ilse Fromm-Michaels
Ilse Fromm-Michaels, née le 30 décembre 1888 à Hambourg et morte le 22 janvier 1986 à Detmold, est une pianiste et compositrice allemande.

## Biographie
Ilse Fromm-Michaels naît le 30 décembre 1888 à Hambourg. Elle montre un talent musical dès son plus jeune âge et attire l'attention à huit ans avec sa composition Romance pour piano. Elle étudie la musique à Berlin, d'abord à la Hochschule fur Musik de 1902 à 1905 avec Heinrich van Eyken (nl) pour la composition et avec Marie Bender pour le piano. En 1905 elle commence ses études au Conservatoire Stern de Hans Pfitzner et James Kwast et termine ses études en 1913 avec le chef d'orchestre et compositeur Fritz Steinbach et le pianiste Carl Friedberg (en) à Cologne où elle était entrée à la Rheinische Musikschule en 1911.
En 1908 Fromm-Michaels entame une carrière de pianiste de concert, jouant souvent ses propres œuvres. Elle joue sous la direction de nombreux chefs d'orchestre reconnus comme son camarade et ami Otto Klemperer (1912), Arthur Nikisch, Max Fiedler, Fritz Steinbach, Wilhelm Furtwängler, Hermann Abendroth, Carl Schuricht ou Eugen Jochum. Elle interprète des œuvres de Max Reger, Hans Pfitzner, Paul Hindemith, Ferruccio Busoni, Philipp Jarnach, Igor Stravinsky, Arnold Schönberg, Darius Milhaud, Béla Bartók, Zoltán Kodály, Anton Webern, Alban Berg, « pour ne nommer que ceux dont les noms sont restés ».
En 1915, elle épouse un juge de Hambourg, le Dr Walter Michaels.
En 1923 et 1924, elle se produit régulièrement à Hambourg lors des Veranstaltungszyklus Neue Musik initiés par le musicologue et critique Hans Heinz Stuckenschmidt et l'étudiant d'Arnold Schönberg Josef Rufer. Lors d'un de ces concerts, elle joue la partie piano de Pierrot Lunaire sous la direction d'Arnold Schönberg.
« L'activité d'Ilse Fromm-Michaels connaissait un grand essor lorsque les ombres du Troisième Reich tombent sur sa vie »,. En 1934, sa composition Marien-Passion op. 18 était encore jouée au Reichsender de Hambourg mais après la mise en place des lois raciales de Nuremberg par les nazis, car son mari est juif il lui est interdit de jouer ou de publier ses compositions. Durant cette période, elle compose sa symphonie en ut mineur (op. 19, 1938) et Musica larga pour clarinette et cordes (1944). Son mari, gravement traumatisé par la période nationale-socialiste, meurt peu après la fin de la guerre.
Elle continue à enseigner la musique et, après la Seconde Guerre mondiale, elle est nommée à l'Université de musique de Hambourg en 1945. En 1946, sa symphonie est créée par Hans Schmidt-Isserstedt avec l'orchestre du NWDR et reçoit un grand succès critique. À partir de 1949, Fromm-Michaels travaille exclusivement comme professeur et professeur de musique à Hambourg. En 1951, elle est acceptée à la Freie Akademie der Künste de Hambourg. En 1963 elle reçoit la médaille Johannes Brahms (en) de la ville de Hambourg.
En 1973, elle déménage à Detmold pour être près de son fils, le clarinettiste Jost Michaels (de), et y meurt le 22 janvier 1986. Elle est enterrée au cimetière d'Ohlsdorf à Hambourg.

## Œuvres
Dans ses premières compositions on peut voir « une évolution des miniatures romantiques tardives pour piano vers des œuvres pour piano plus grandes avec une tonalité plus expressive et libre et une atonalité chromatique ». La compositrice a décrit l'influence de son professeur Pfitzner comme plutôt mineure et est allée jusqu'à se décrire comme une autodidacte de la composition. À partir de 1920 elle s'intéresse principalement à la musique de chambre et au chant, mais dans les années 1930 elle s'aventure dans les pièces avec orchestre, « où son style de composition devient de plus en plus sérieux en raison de la situation de vie difficile d'une « émigration intérieure » et se termine finalement dans un silence complet ». Selon ses propres déclarations, cela est dû au fait « qu'après les expériences tragiques du Troisième Reich, ils n'ont pas pu revenir à l'ordre du jour et traduire de manière créative la nouvelle ère dans un nouveau langage tonal après le bouleversement »,.
- Variationen über ein eigenes Thema, op. 8 (1918/19)
- Vier Puppen, op. 4 (1908)
- Der Hampelmann
- Das Puppenmädchen
- Der Harlekin
- Acht Skizzen (1908) n° I-VIII
- Sonate pour Klavier op. 6 (1917)
- Sehr langsam. Frei im Zeitmaß
- Lebhaft, aber nicht schnell
- Walzerreigen, op. 7 (1917)
- Passacaille pour Klavier, op. 16 (1932)
- Langsamer Walzer (1950 ? ) [6]
- Der Maria Geburt, op. 9, non. 2 (Texte : Des Knaben Wunderhorn)
- Die Meise, op. 9, non. 5 (Texte : Des Knaben Wunderhorn)
- Engelsgesang, op. 9, non. 3 (Texte : Des Knaben Wunderhorn)
- Frau Nachtigall, op. 9, non. 1 (Texte : Des Knaben Wunderhorn)
- Wiegenlied einer alten frommen Magd, op. 9, non. 4 (Texte : Des Knaben Wunderhorn) [7]
- Stimmungen eines Fauns für Klavier, op. dix
- 3 Kanons für 3 Frauenstimmen, op. 11
- Eulenspiegelei und eine eingerahmte Fuge für Klavier, op. 12
- Suite c-moll pour violoncelle seul, op. 15 (1931)
- Marien-Passion für Chor, Kammerorchester und Orgel, op. 18 (1932/33)
- Symphonie c-moll für großes Orchestre (ursprünglich als Streichquartett konzipiert), op. 19 (1938)

Une partie de ses œuvres ont été enregistrées et ont été publiées sur CD, notamment :
- Sämtliche Klavierwerke (œuvres complètes pour piano), Babette Dorn, piano (Tacet 096) ; Stuttgart 1999.